# Sóstenes Vega
Sóstenes Vega är en ort i Mexiko.   Den ligger i kommunen Zimapán och delstaten Hidalgo, i den sydöstra delen av landet, 140 km norr om huvudstaden Mexico City. Sóstenes Vega ligger 2 205 meter över havet och antalet invånare är 108.
Terrängen runt Sóstenes Vega är lite bergig. Runt Sóstenes Vega är det ganska tätbefolkat, med 60 invånare per kvadratkilometer. Närmaste större samhälle är Zimapan, 13,2 km nordväst om Sóstenes Vega. Trakten runt Sóstenes Vega består i huvudsak av gräsmarker.